# Bitva u Sandepa
Bitva u Sandepa (japonsky 黒溝台会戦, Kokkōdai no kaisen; rusky Сражение при Сандепу, Sraženije pri Sandepu), někdy též přepisováno jako u Sang-te-pchu, byla prvním velkým pozemním střetnutím rusko-japonské války v roce 1905. Proběhla zhruba 60 km jižně od Mukdenu v okolí vesničky Sandepu a byla posledním pokusem carských pozemních vojsk o zatlačení Japonců na jih. Přinesla nerozhodný výsledek, a tak se o osudu války rozhodlo o měsíc později v bitvě u Mukdenu.

## Předcházející události
Po celé 19. století expandovali Rusové na Dálný východ a Japonci jen velice nelibě nesli jejich ambice v Mandžusku a severní Koreji. Ruské diplomacii se v roce 1898 podařilo Čínskému císařství vnutit 25letý pronájem poloostrova Liao-tung se strategickým přístavem Port Arthur na jihu. Tichomořská flotila získala celoročně nezamrzající přístav a výchozí bod pro kontrolu nad Žlutým mořem, Korejským zálivem a částí čínského pobřeží. Poslední kapkou pro Japonce bylo ruské rozhodnutí, že budovaná Transsibiřská magistrála povede přes jižní Mandžusko a Port Arthur bude na ni přímo napojen.

### Stručný popis celého konfliktu
Válka začala 8. února 1904, kdy japonské námořnictvo překvapivě bez vyhlášení války zaútočilo na ruskou Tichomořskou flotilu u Port Arthuru. Dvoudenní bitva (více: Bitva u Port Arthuru) sice skončila bez vítěze, ale Japoncům se podařilo získat bojovou iniciativu, zatímco ruské síly se stáhly a vyčkávaly v přístavu. Ruské pasivity Japonci zručně využili, vylodili se na Korejském poloostrově, v dubnu 1904 již stáli na hranicích Rusy ovládaného Mandžuska a oblehli Port Arthur. Ruští obránci odolávali japonským útokům do konce roku 1904 (více: Obléhání Port Arturu). Ruská pozemní vojska z Mandžuska, která měla osvobodit obležený přístav, byla nejprve poražena v bitvě u Liao-jangu na přelomu srpna a září 1904 a ani v bitvě na řece Ša-che v říjnu 1904 se jí nepodařilo prolomit japonské pozice. Posádka Port Arthuru nakonec kapitulovala 2. ledna 1905.
Pádem Port Arthuru již nemuseli Rusové spěchat s dalším útokem. Na druhou stranu velké starosti jim začala dělat bitvou o Port Arthur zocelená japonská 3. armáda, která mašírovala na sever. Generál Kuropatkin se rozhodl poslat do týlu nepřítele jezdectvo o síle 6 000 mužů pod vedením generála Miščenka. Jeho úkolem bylo přerušit železniční spojení na sever a narušit jak přesun 3. armády tak i japonské zásobování. Miščenko vyrazil 8. ledna 1905, ale jeho postup byl neúnosně zpomalen špatným počasím a nedostatkem zásob na cestě. Když dorazil 12. ledna k železnici, Japonci již byli připraveni a ruský útok odrazili. Po tomto neúspěchu se rozhodlo ruské velení pro útok na japonské pozice. Jako cíl útoku byly vybrány japonské opevněné pozice u vesničky Sandepu. Pro útok na pozice u Sandepa byla Kuropatkinem vyčleněna 2. mandžuská armáda, které velel generál Grippenberg. Ten byl dosazen do velení nově zformované 2. mandžuské armády po ruské porážce v bitvě u Liao-jangu v září 1904. Grippenberg se sice těšil přízni cara, ale zcela mu chyběly bojové zkušenosti a nemohl se spolehnout ani na pevné zdraví.

## Bitva
Rozkaz k útoku vydal generál Kuropatkin 25. ledna 1905. První ruský útok vedl na opevněnou vesnici Heikoutai, kterou Rusové dobyli. V plánu byl koordinovaný útok na japonské pozice v Sandepu z několika stran. Útočící jednotky ale neměly dostatečně přesné mapy a za velice nepříznivého počasí obsadily místo Sandepu sousední ves, kde se dostaly pod palbu japonského dělostřelectva. Místo záchrany jednotek reportoval Grippenberg na ruské velení obsazení Sandepa, a tak 27. ledna ve zbytečném útoku ztratili na 6 000 mužů. Následně se spolupráce jednotlivých ruských armád zcela rozpadla. Generál Kaulbars odmítl pokračovat v útoku, zatímco Grippenberg požadoval jeho pokračování. Mezitím generál Štakelberg, který vedl krvavý útok 27. ledna, neuposlechl rozkazy a na vlastní pěst se pustil do útoku. Podařilo se mu obsadit okolí Sandepa a postupoval dál na japonské pozice. Útok náhle zastavilo odvolání Štakelberga z funkce za neposlušnost a Kuropatkin nařídil stažení útočících jednotek od Sandepa. Prostí ruští vojáci, kteří poprvé od začátku války úspěšně postupovali v před, nebyli schopni rozhodnutí pochopit a jejich morálka ještě dále klesla. Japonci v protiútoku 29. ledna obsadili vesnici Heikoutai a obě armády byly na pozicích jako před bitvou.

## Výsledek bitvy a následné události
Po neúspěšném útoku podal generál Grippenberg osobní žádost o uvolnění ze služby. Generál Kuropatkin žádosti vyhověl a nahradil ho ve velení 2. mandžuské armády generálem Kaulbarsem. Grippenberg po návratu do Ruska nařkl Kuropatkina ze zrady a neschopnosti a za původce celého neúspěchu označil právě jeho. Rusové ztratili při neúspěšném útoku téměř 14 000 mužů a japonské ztráty činily téměř 10 000 mužů. Takticky bitva skončila nerozhodně a nevedla, kromě personálních obměn v ruském velení, k žádnému posunu.
Japonská 3. armáda se spojila se zbytkem japonského vojska 19. února 1905. Rozhodující bitva proběhla na přelomu února a března 1905 u Mukdenu a stala se do začátku první světové války jednou z největších bitev historie. Japonci v ní slavili vítězství a následně tak i v celé válce.